# Oyèrónkẹ Oyěwùmí
Oyèrónké Oyèwùmi (10 de novembre de 1957) és una acadèmica feminista nigeriana que treballa com a professora associada de Sociologia a la Universitat de Stony Brook (Nova York).

## Biografia
Va néixer a Nigèria, va estudiar a la Universitat d'Ibadan i a la Universitat de Berkeley (Califòrnia). És professora associada de Sociologia a la Universitat Estatal de Nova York a Stony Brook, on ha impartit cursos sobre gènere i globalització, així com de teoria feminista.
Va obtenir nombroses beques de recerca com la Rockefeller, la presidencial i la de la Fundació Ford. L'última que va rebre va ser una beca d'Humanitats Rockefeller sobre seguretat humana (2003-2004), administrada pel Consell Nacional de Recerca sobre la Dona (NCRW). Els seus camps d'interès són la sociologia de gènere, el coneixement i la cultura, així com la sociologia històrica comparada, la teoria feminista, els feminismes transnacionals, la teoria social, les desigualtats socials en els sistemes locals, regionals i mundials, els estudis africans i els estudis postcolonials.
A més, ha rebut premis per les seves publicacions com és el cas de la seva monografia The Invention of Women: Making an African Sense of Western Gender Discourses, que va guanyar el Premi del Llibre el 1998 en la categoria de Gènere i Sexe de l'Associació Americana de Sociologia, i va ser finalista del Premi Herskovits de l'Associació d'Estudis Africans aquell mateix any.

## Recerques
El seu treball interdisciplinari se centra en una perspectiva africana molt poc representada en l'acadèmia. Les seves recerques destaquen per l'ús d'experiències de la vida quotidiana africana per esclarir qüestions teòriques de disciplines com la sociologia, ciències polítiques, estudis de dones, religió, història i literatura.
Oyèrónké desenvolupa les seves recerques al marge de la influència dels estudis occidentals. L'autora evita d'aquesta manera l'anàlisi de la realitat africana des del prisma dels treballs europeus i americans que no inclouen les particularitats culturals.
El 2010 va rebre una invitació del Centre d'Estudis de Gènere de la Universitat del Kazakhstan per forma part d'un grup internacional que treballa amb un projecte conegut com a «Gènere, Nació i Descolonialitat a l'Àsia central» gràcies a publicacions com Invention.
La seva crítica dels estudis occidentals es basa a argumentar que, aquests, es fonamenten en una anàlisi unilateral i universalista en el qual s'analitza de la mateixa forma les cultures occidentals i les africanes, fet que suposa un greu problema car elimina qualsevol reflexió i experiència de la cultura pròpia de cada regió. Ataca també els estudis elitistes que emanen d'aquest mateix enfocament que s'imposen en l'ensenyament bàsic de qualsevol país.
Aquesta idea la plasma en les seves pròpies vivències: «Vaig començar el meu viatge acadèmic estudiant Ciències Polítiques a la Universitat d'Ibadan (UI), Nigèria. La majoria dels nostres estudis es van centrar en l'Estat, i vam llegir els teòrics polítics occidentals com Karl Marx, i els teòrics del contracte social com Joseph Schumpeter, Jeremy Bentham i Nicolau Maquiavel entre d'altres. El pla d'estudis es va basar en nocions de la "civilització occidental" i la universalitat de les seves experiències es pressuposa. També realitzarem cursos sobre política africana que em van permetre comprendre l'important paper de la colonització en la constitució dels estats a l'Àfrica».
«No en va, quan vaig sol·licitar el postgrau als Estats Units en la dècada de 1980, vaig decidir ingressar a la facultat de sociologia i no de ciència política. Per què? Durant la meva carrera a la UI, vaig fer un curs de Sociologia de la família en el qual estudiàvem textos occidentals estàndard sobre la família. Vam aprendre poc sobre els sistemes familiars africans. No obstant això, el curs de sociologia em va deixar una profunda impressió en relació amb els interessos que havia començat a desenvolupar amb la família com a institució. Vaig arribar a ser molt conscient de la varietat d'organitzacions familiars en la societat nigeriana, havent crescut en una família africana gran, afluent i més "tradicional", en contrast amb moltes de les meves amistats les mares de les quals tenien educació universitària i vivien en el qual semblava ser famílies nuclears occidentals».
Continuant amb la seva biografia, esmenta la falta de criteri dels Estudis de gènere occidentals alhora d'entendre com a universal el paper de la dona al llarg de la història en tots els països: «Havent après el paper de la colonització en els canvis de les formes familiars, el meu interès era estudiar la intersecció de la colonització i la família. La sociologia era la disciplina en la qual podia estudiar la família; la ciència política no tenia lloc per a això. En aquell moment no vaig entendre clarament la divisió públic/privat en el pensament occidental i com havia modelat els límits de les diferents disciplines. Quan em vaig inscriure a la Universitat de Califòrnia a Berkeley el 1980, no sabia que hi havia una àrea d'estudi nova i en desenvolupament anomenada Gènere o Estudis de la dona. Em van sorprendre positivament els cursos oferts, i em vaig inscriure immediatament en el meu primer seminari de sociologia del gènere. Em van sobtar les grans afirmacions que es fan sobre les dones de totes les societats i de tots els temps: que les dones són impotents i que en totes les societats a través del temps les dones han estat oprimides. No vaig veure l'evidència d'aquestes conjectures, havien de basar-se en la suposició que com que les societats occidentals tenen certa forma, llavors totes les altres societats han de ser també així».
Així, doncs, Oyèrónké ataca la idea preconcebuda d'entendre i analitzar la dona com un únic ésser universal amb unes característiques similars en totes les cultures del món. Nogensmenys, analitza el seu cas personal amb les recerques que va realitzar a la tribu dels iorubes i de com no seguien les normes que s'havien imposat des de l'acadèmia per entendre els rols de gènere. També subratlla que l'antropologia, com a disciplina, atorga certa llum per entendre que no totes les cultures segueixen els mateixos patrons, concloent que Àfrica es troba dins d'una realitat cultural diferent que no és entesa pels occidentals: «A causa que la igualtat de les dones era un signe de civilització i perquè Occident era suposadament la regió més civilitzada del món, els occidentals creien que cap societat podria haver estat organitzada de manera diferent».
L'antropologia va ser la disciplina que va portar a Occident la idea que el gènere es construeix socialment, que les societats van organitzar les categories de gènere de diferents maneres i que, per tant, el gènere ha d'entendre's com una construcció social i no biològica. Aquesta afirmació no va fer forat en les afirmacions universalistes d'Occident quan els antropòlegs van fer la volta al món per buscar la subordinació de les dones. Des d'aquest punt de vista, no hi havia dubtes que les «dones» existien com una categoria, com un tema, sempre ja constituït i a punt per a ser estudiat: «L'antropologia del curs de gènere que vaig fer a Berkeley ho va deixar molt en clar quan examinem recerques que pretenien ser sobre una tribu anomenada "dones". Un dels textos més influents durant aquest període va ser Woman, Culture, and Society, un tom antropològic editat per Michelle Rosaldo i Louise Lamphere en la qual diversos erudits van afirmar que la subordinació de la dona era universal».
«Estava particularment intrigada per la constant afirmació que, a pesar que les diferències entre homes i dones no eren tan grans, les societats humanes utilitzaven tot tipus d'artificis com el llenguatge i l'organització familiar per emfasitzar i exagerar aquestes diferències per mantenir les dones impotents i subordinades. Aquesta afirmació em va fascinar perquè l'idioma ioruba contrarestava per complet aquesta declaració. En lloc de percebre a homes i dones com a diferents, els iorubes en realitat els presenten com lingüísticament iguals. Vaig assenyalar a les meves classes que el ioruba era un llenguatge sense gènere per excel·lència en el sentit que no hi havia pronoms de gènere o categories de parentiu per gènere. Els iorubes no tenen cap paraula per a fill, filla, germà o germana en el seu vocabulari quotidià. De manera similar, les categories de ioruba traduïdes a marit i dona en anglès no eren específiques de gènere perquè ambdues categories incloïen persones de tots dos sexes anatòmics. Tanmateix, vaig explicar que les categories de parentiu ioruba expressaven l'antiguitat i no el gènere. La jerarquia dins de la família no es basava en el gènere, sinó que la conducta privilegiava la persona que era major en qualsevol interacció particular en un moment donat. Quan vaig aixecar la mà a classe i em vaig oposar a les suposicions universalistes injustificades sobre homes i dones, els meus comentaris van ser ignorats o descartats. Posteriorment, vaig arribar a entendre que Àfrica no compte en les teories sobre la condició humana».

## Obra
Entre les seves obres més reconegudes està African Women and Feminism: Reflecting on the Politics of Sisterhood, en la qual s'analitza l'opressió comuna de totes les dones i les seves relacions culturals i internacionals. Descriu la representació simbòlica i funcional de les dones africanes i de l'errònia perspectiva feminista occidental a l'hora d'analitzar les dones d'Àfrica, així com el domini d'homes i dones occidentals en la producció del coneixement d'aquest continent.
També és autora de Gender Epistemologies in Africa: Gendering Traditions, Spaces, Social Institutions and Identities. D'altra banda, ha estat editora d'African Gender Studies Reader.
Ha escrit el llibre The Invention of Women: Making an African Sense of Western Gender Discourses, on crea un sentit africà dels discursos de gènere occidentals tot argumentant que la narrativa de la corporeïtat de gènere que domina la interpretació occidental del món social és un discurs cultural i no pot assumir-se sense crítica per altres cultures. Conclou que el gènere no només es construeix socialment, sinó que també és històric, així com que el desplegament actual de gènere com a categoria social universal i atemporal no pot separar-se del predomini de les cultures occidentals en la globalització ni de la ideologia del determinisme biològic. Aquesta obra, va guanyar el Premi del Llibre Distingit de 1998 en la Secció de Gènere i Sexe de l'Associació Americana de Sociologia i va ser finalista del Premi Herskovitts de l'Associació d'Estudis Africans el mateix any.

## Obres publicades
- Gender Epistemologies in Africa: Gendering Traditions, Spaces, Social Institutions and Identities, Palgrave, 2011.
- African Gender Studies Reader, Palgrave: New York, 2005.
- African Women and Feminism: Reflecting on the Politics of Sisterhood, Africa World Press, Trenton: New Jersey, 2003.
- The Invention of Women: Making an African Sense of Western Gender Discourses, University of Minnesota Press, Minneapolis, 1997.[5]